# Barbara Nartowska
Barbara Kłosińska-Nartowska – polska koszykarka, występująca na pozycjach rzucającej lub niskiej skrzydłowej, reprezentantka Polski, multimedalistka mistrzostw Polski, trenerka koszykarska.

## Osiągnięcia
Na podstawie, o ile nie zaznaczono inaczej.
Drużynowe
- Mistrzyni Polski (1953–1956, 1958, 1960–1962, 1967)[3]
- Wicemistrzyni Polski (1957, 1959, 1966)
- Brązowa medalistka mistrzostw Polski (1952, 1964)
- Awans do II ligi z Widzewem Łódź (1973)[4]
- Uczestniczka międzynarodowych rozgrywek Pucharu Europy Mistrzyń Krajowych (1958/1959 – TOP 8, 1960/1961 – TOP 8, 1961/1962 – TOP 16, 1962/1963 – TOP 8)
- Finalistka Pucharu Polski (1965)

Reprezentacja
- Uczestniczka mistrzostw Europy (1956 – 5. miejsce, 1962 – 6. miejsce)[5][6]